# 大埃唐日
大埃唐日（法語：Hettange-Grande，法語發音：[ɛtɑ̃ʒ ɡʁɑ̃d]；洛林法兰克语：Grouss-Hetténgen），法国东北部城市，大东部大区摩泽尔省的一个市镇，隶属于蒂永维尔区，其市镇面积为16.27平方公里，2022年1月1日时人口数量为7,768人，在法国城市中排名第1,367位。
大埃唐日位于摩泽尔省西北部，蒂永维尔市区正北方向，是蒂永维尔的一个卫星城。大埃唐日在工业时期因煤炭开采而兴盛，地质学当中的赫塘期即以该地命名。

## 地名来源

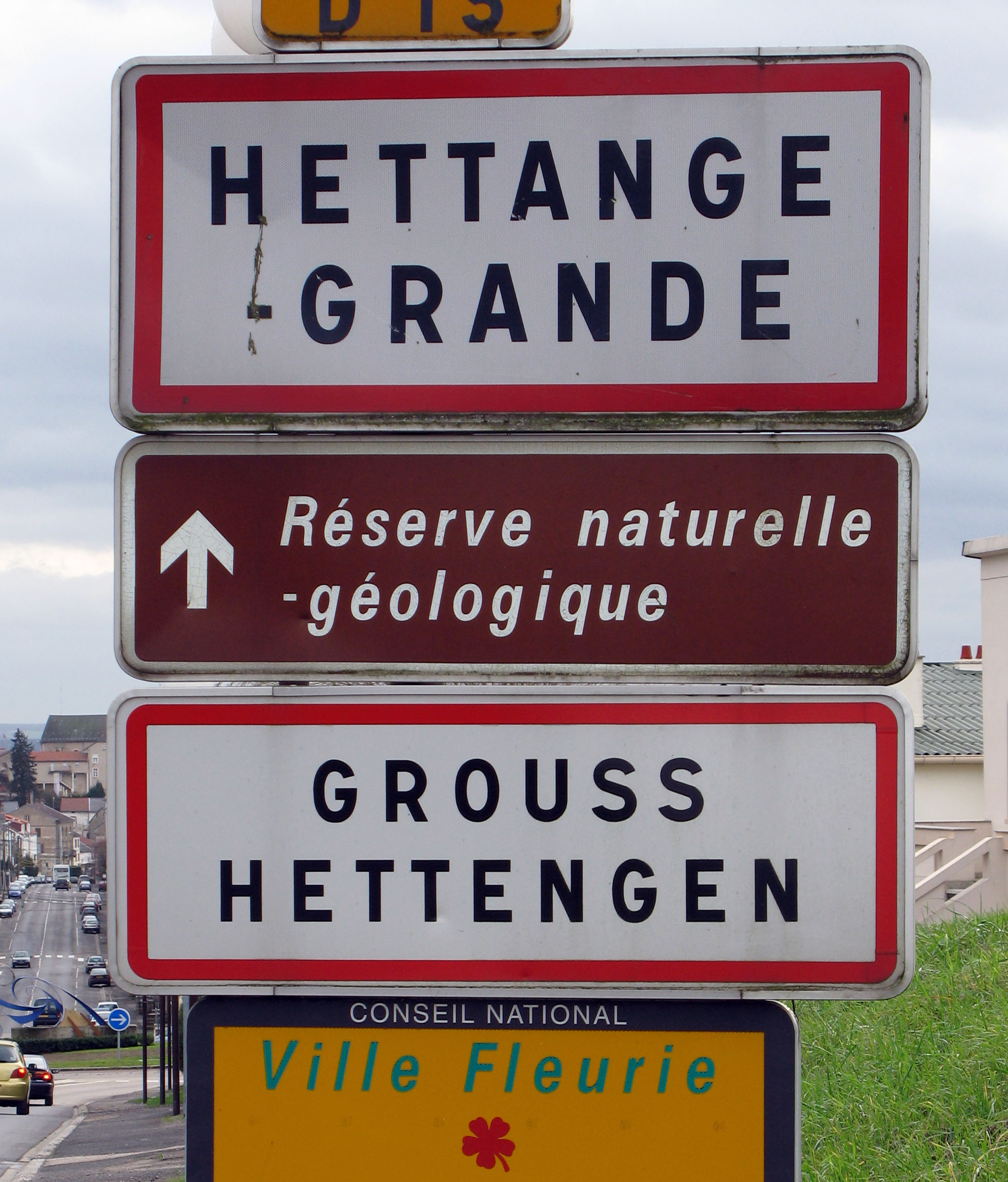
大埃唐日的双语路牌

根据法国地名学家埃内斯特·内格尔的论述，“埃唐日”一名来源于公元四世纪时的特里尔主教Hetti，最初于公元九世纪时以“Hettinga”的形式被记载，“-ange”这一后缀大约在13世纪初形成。在1871至1919年间，大格朗日曾以作为官方名称。
“Hettange-Grande”在摩泽尔法兰克语中写作“Grouss-Hetténgen”，该名称自20世纪80年代起已基本不再使用，但在一些场合（如入城路牌）仍有标注。

## 历史

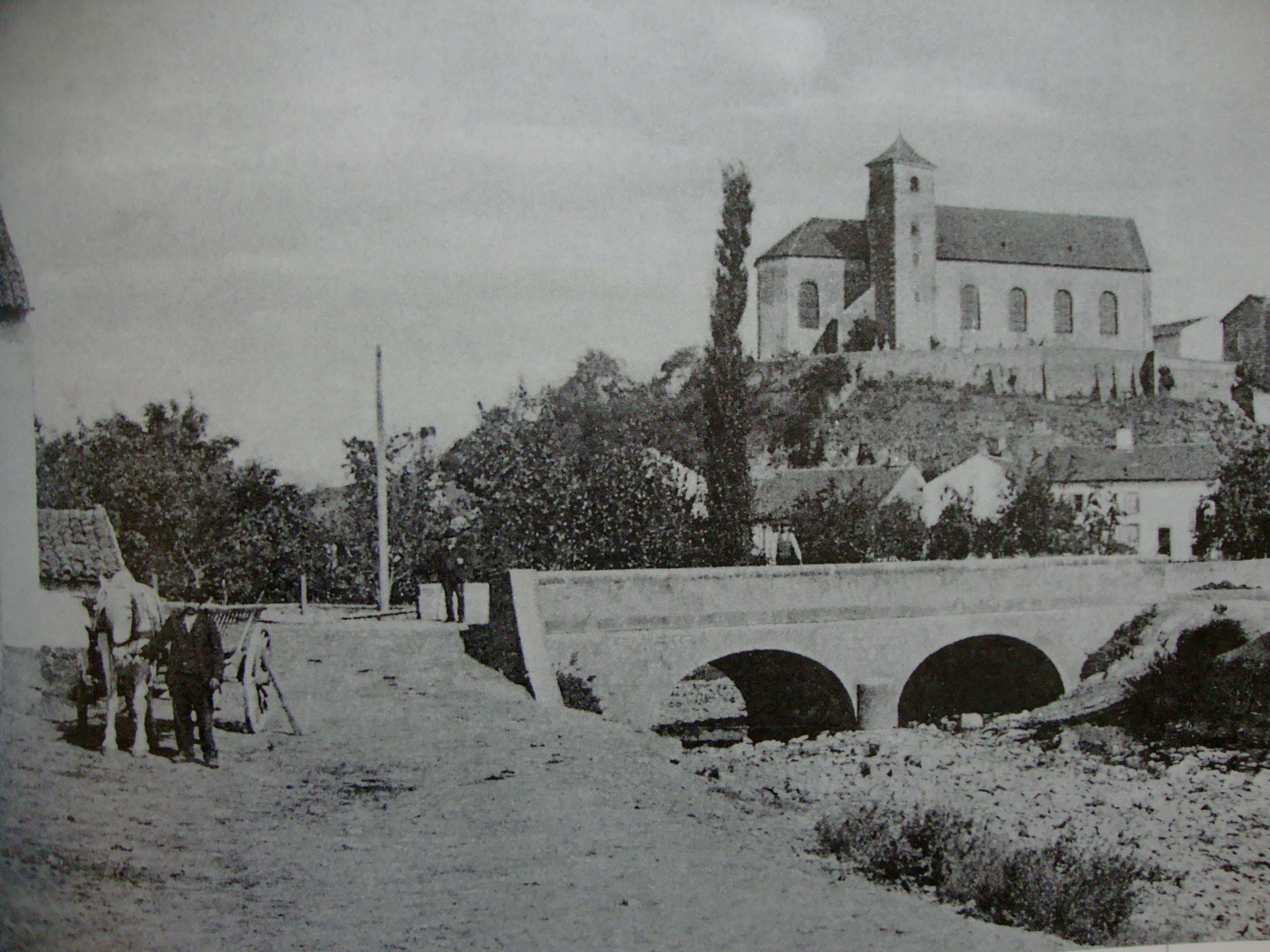
20世纪初的大埃唐日

大埃唐日早在高卢-罗马时期就已以“卡拉努斯卡”（Caranusca）的形式被记载，当地的考古发掘亦证明该区域曾有大型城池存在，其面积达20公顷。公元5世纪时，因外敌入侵，卡拉努斯卡逐渐被废弃，该区域的政治中心逐渐转移至摩泽尔河沿岸区域。中世纪时，大埃唐日长期为一处普通村落，当地领主在此修建了家族庄园。12世纪时，大埃唐日被划入神圣罗马帝国，后被西属尼德兰继承，1659年根据《比利牛斯条约》划至法兰西王国。法国大革命后，大埃唐日成为摩泽尔省的一个市镇。1811年，瑟特里什整体并入大埃唐日的市镇范围内。工业革命期间，途径大埃唐日并连接卢森堡和梅斯之间的铁路建成通车。普法战争结束后，大埃唐日所处的阿尔萨斯-洛林地区被普鲁士军队占领，直至第一次世界大战结束，期间，当地因煤炭开采而成为工业城镇，人口数量快速增加。二战时期，大埃唐日再次被纳粹德军攻占。20世纪70年代，受到能源危机影响，大埃唐日所处的洛林地区出现了钢铁危机，大埃唐日境内的夏尔-费尔迪南煤矿亦于1979年关闭，使得当地失业率快速增加，引发了一系列的社会问题。

## 地理

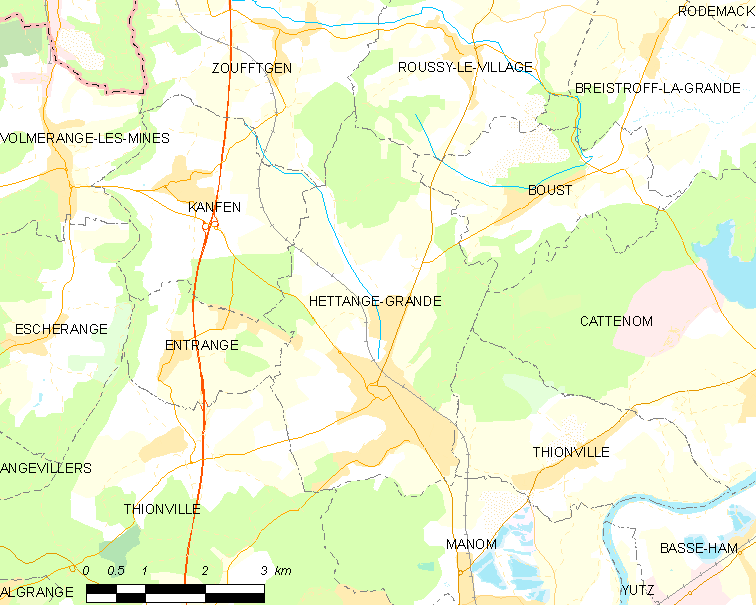
大埃唐日市镇范围地图

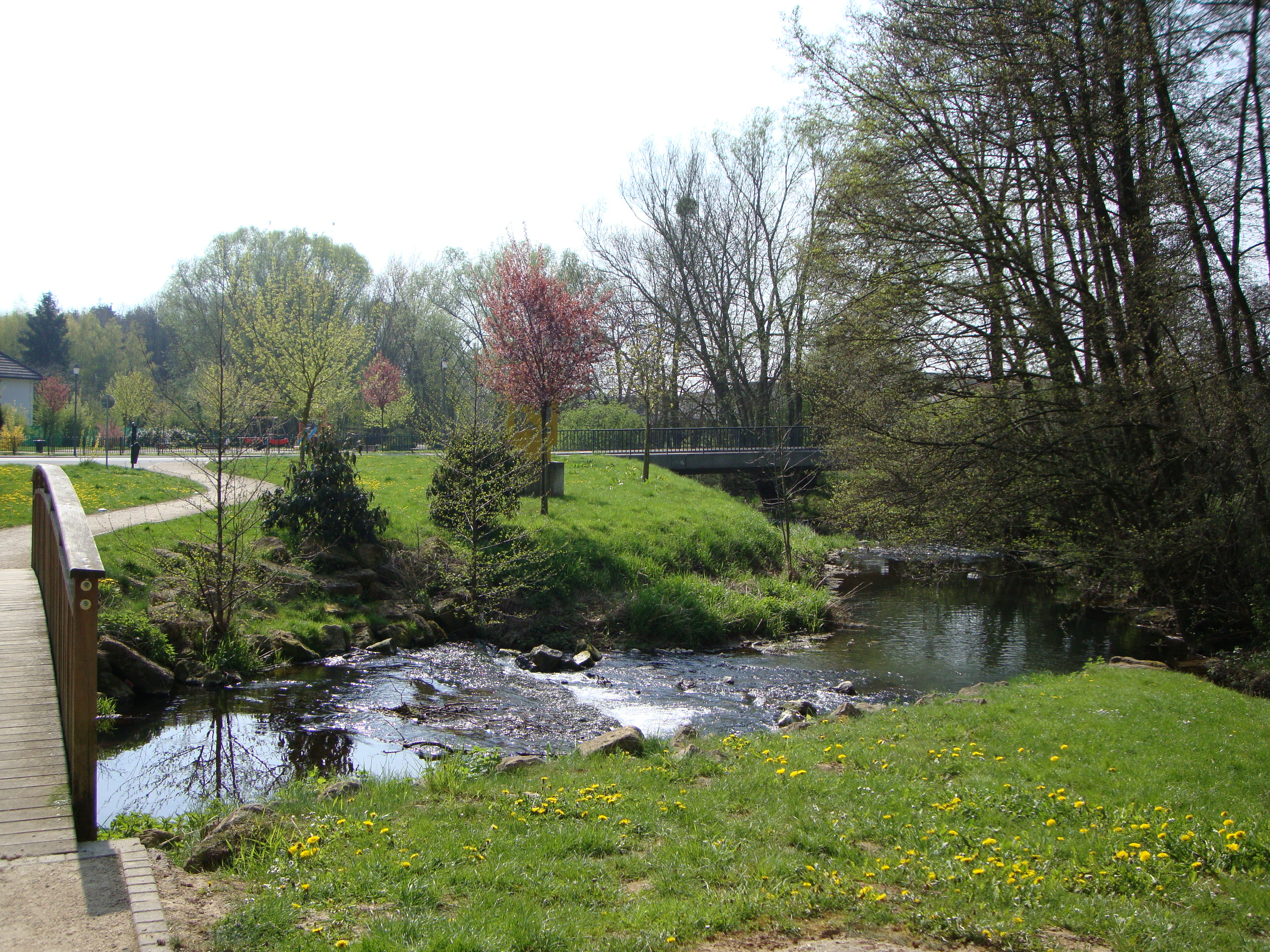
流经大埃唐日的基塞尔河

大埃唐日位于法国东北部，大东部大区北部偏东和摩泽尔省西北部，距离省会梅斯大约35公里。与大埃唐日接壤的市镇包括：坎芬、鲁西村、布斯特、昂特朗日、卡特农、马诺姆和蒂永维尔。

### 地形
大埃唐日位于洛林高原西北部腹地，境内以浅丘为主，市镇中心位于一处地势较为平坦的谷地内，全境海拔在155到247米之间。

### 地质
大埃唐日位于一处砾石带内，该岩层形成于距今大约201.3–199.3百万年前，地质学当中的赫塘期即以其命名，其年代地层编号为l1。

### 水文
基塞尔河自北向南流经大埃唐日市中心，该河是摩泽尔河的左岸支流。

### 植被
大埃唐日属于温带阔叶混交林区，林地主要分布于市镇范围内的东部和北部地区，以及河流附近。
在鲜花城市的评比中，大埃唐日被评为1星级鲜花城市。

### 气候
大埃唐日在柯本气候分类法中属于温带海洋性气候，但因该地距离大西洋海岸线较远且海拔相对偏高，故又具有一定的大陆性特征，表现为冬季气温常地区同纬度大陆西侧沿海地区，且年温差相对偏高。
距离大埃唐日最近的气象站位于特雷桑日境内，以下为该气象站的数据（其中降水日数、降雪日数、相对湿度以及日照数据均取自卢森堡气象站）：
| 特雷桑日1981年－2019年   | 特雷桑日1981年－2019年 | 特雷桑日1981年－2019年 | 特雷桑日1981年－2019年 | 特雷桑日1981年－2019年 | 特雷桑日1981年－2019年 | 特雷桑日1981年－2019年 | 特雷桑日1981年－2019年 | 特雷桑日1981年－2019年 | 特雷桑日1981年－2019年 | 特雷桑日1981年－2019年 | 特雷桑日1981年－2019年 | 特雷桑日1981年－2019年 | 特雷桑日1981年－2019年 |
| 月份                     | 1月                    | 2月                    | 3月                    | 4月                    | 5月                    | 6月                    | 7月                    | 8月                    | 9月                    | 10月                   | 11月                   | 12月                   | 全年                   |
| ------------------------ | ---------------------- | ---------------------- | ---------------------- | ---------------------- | ---------------------- | ---------------------- | ---------------------- | ---------------------- | ---------------------- | ---------------------- | ---------------------- | ---------------------- | ---------------------- |
| 历史最高温 °C（°F）      | 14.5 (58.1)            | 18 (64)                | 24 (75)                | 27 (81)                | 30.5 (86.9)            | 34 (93)                | 36 (97)                | 38 (100)               | 31 (88)                | 25.5 (77.9)            | 18 (64)                | 15 (59)                | 38 (100)               |
| 平均高温 °C（°F）        | 3.9 (39.0)             | 5.4 (41.7)             | 9.7 (49.5)             | 13.8 (56.8)            | 18.5 (65.3)            | 21.4 (70.5)            | 23.8 (74.8)            | 23.5 (74.3)            | 19.1 (66.4)            | 13.9 (57.0)            | 7.8 (46.0)             | 4.7 (40.5)             | 13.8 (56.8)            |
| 日均气温 °C（°F）        | 1.1 (34.0)             | 1.7 (35.1)             | 5.3 (41.5)             | 8.4 (47.1)             | 12.7 (54.9)            | 15.4 (59.7)            | 17.6 (63.7)            | 17.5 (63.5)            | 13.9 (57.0)            | 9.9 (49.8)             | 4.8 (40.6)             | 2.1 (35.8)             | 9.2 (48.6)             |
| 平均低温 °C（°F）        | −1.7 (28.9)            | −1.9 (28.6)            | 0.9 (33.6)             | 3 (37)                 | 7 (45)                 | 9.5 (49.1)             | 11.5 (52.7)            | 11.4 (52.5)            | 8.7 (47.7)             | 5.8 (42.4)             | 1.7 (35.1)             | −0.4 (31.3)            | 4.6 (40.3)             |
| 历史最低温 °C（°F）      | −21.5 (−6.7)           | −17.5 (0.5)            | −17.5 (0.5)            | −7 (19)                | −2 (28)                | −2 (28)                | 2 (36)                 | 1 (34)                 | −1 (30)                | −5 (23)                | −15 (5)                | −19 (−2)               | −21.5 (−6.7)           |
| 平均降水量 mm（）        | 117.3 (4.62)           | 87.3 (3.44)            | 93.3 (3.67)            | 66.6 (2.62)            | 73.5 (2.89)            | 68.1 (2.68)            | 77.1 (3.04)            | 69 (2.7)               | 76.3 (3.00)            | 103.3 (4.07)           | 91.7 (3.61)            | 121.9 (4.80)           | 1,045.4 (41.16)        |
| 平均降水天数（≥ 0.1 mm） | 17.0                   | 14.3                   | 16.1                   | 13.7                   | 14.4                   | 13.9                   | 13.0                   | 13.1                   | 13.0                   | 15.4                   | 17.2                   | 16.9                   | 178                    |
| 平均降雪天数（≥ 0.1 mm） | 8.6                    | 8.0                    | 4.7                    | 2.1                    | 0.0                    | 0.0                    | 0.0                    | 0.0                    | 0.0                    | 0.0                    | 2.8                    | 7.3                    | 33.5                   |
| 平均相對濕度（％）       | 87.2                   | 81.2                   | 75.4                   | 68.4                   | 68.7                   | 68.9                   | 67.4                   | 69.0                   | 76.4                   | 83.4                   | 87.9                   | 88.2                   | 76.9                   |
| 月均日照時數             | 50.3                   | 83.6                   | 125.1                  | 181.6                  | 213.4                  | 227.1                  | 250.3                  | 230.7                  | 161.9                  | 105.8                  | 54.1                   | 41.0                   | 1,724.9                |
| 来源：infoclimat.fr      |                        |                        |                        |                        |                        |                        |                        |                        |                        |                        |                        |                        |                        |

## 行政区划
大埃唐日是法国大东部大区摩泽尔省的一个市镇，编号为57323。大埃唐日隶属于蒂永维尔区、摩泽尔省第九选区以及于茨县，同时也是卡特农及周边市镇公共社区的组成部分。
法国国家统计与经济研究所（简称）在进行数据统计时，未将大埃唐日划入任何城市核心区以及城市区。自2020年起，大埃唐日被划入包含115个市镇的卢森堡法国城市辐射区（Aire d'attraction de Luxembourg (partie française)）内。此外，还将大埃唐日市镇分为了3个“块区”（IRIS），以便于统计人口分布情况。

## 交通

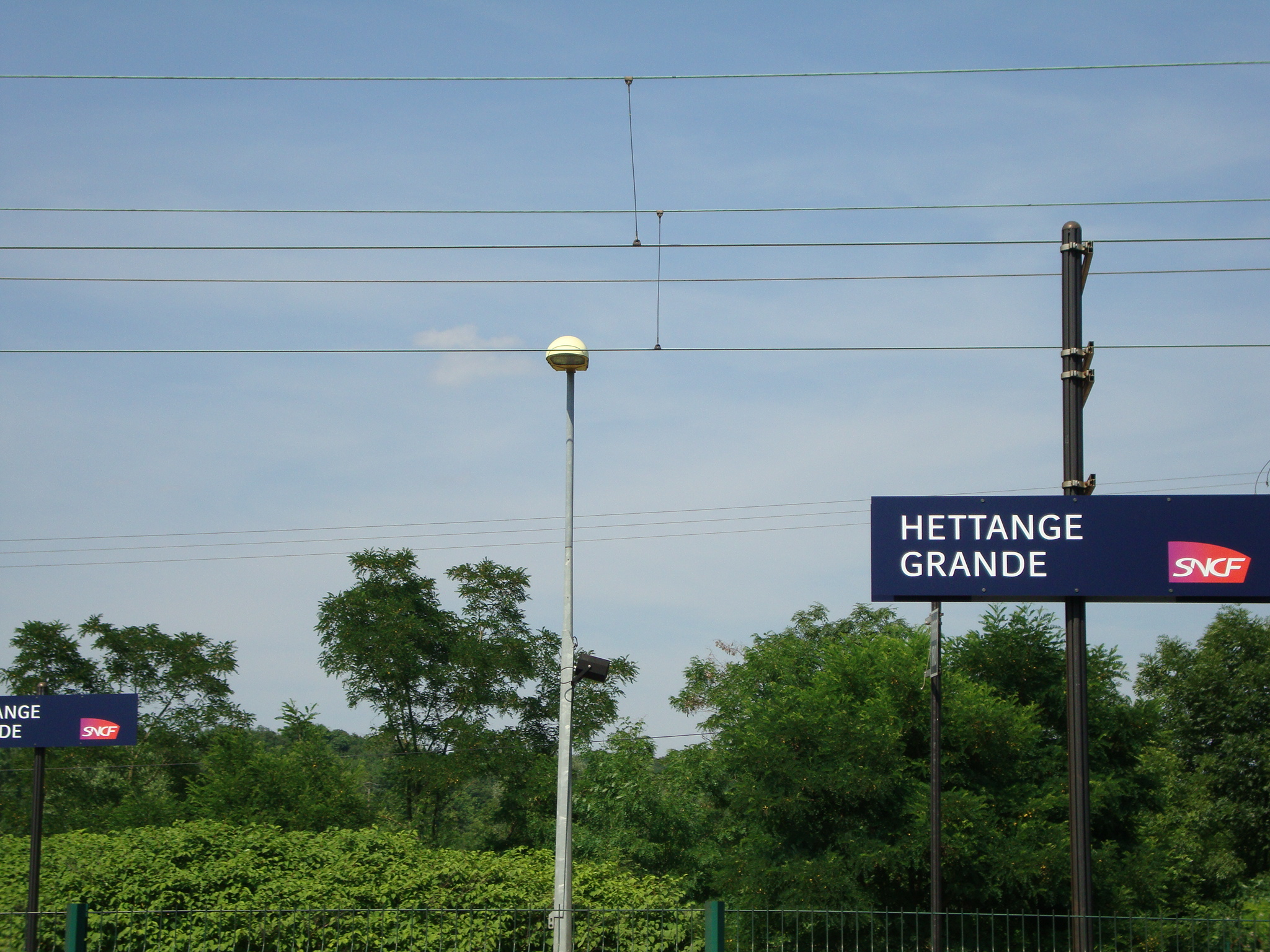
大埃唐日火车站的站牌

### 公路
A31高速公路经过大埃唐日市区西北部的坎芬境内并设有44号出入口，此外多条摩泽尔省省道在大埃唐日境内交汇。大东部大区下属的城际客运提供巴士线路，可前往周边部分市镇。
2018年，84.3%的大埃唐日家庭拥有至少一辆私人汽车。2019年，大埃唐日境内共发生各类交通事故1起，造成1人受伤。

### 铁路
大埃唐日位于梅斯－祖夫根铁路上。大埃唐日站位于市区东部，停靠往返于梅斯和卢森堡一线的区域列车。

### 航空
距离大埃唐日最近的民用航空站为卢森堡机场，距离大埃唐日市中心的公路里程约35公里。

### 城市公共交通
阿扬日是蒂永维尔城市公共交通（商业名称为）的服务范围，后者是蒂永维尔附近区域的城市公共交通系统。截至2021年6月，该系统共包括数十条公交线路，其中干线公交S09线、S10线、S11线及普通公交50路经过大埃唐日市镇范围内。

## 政治

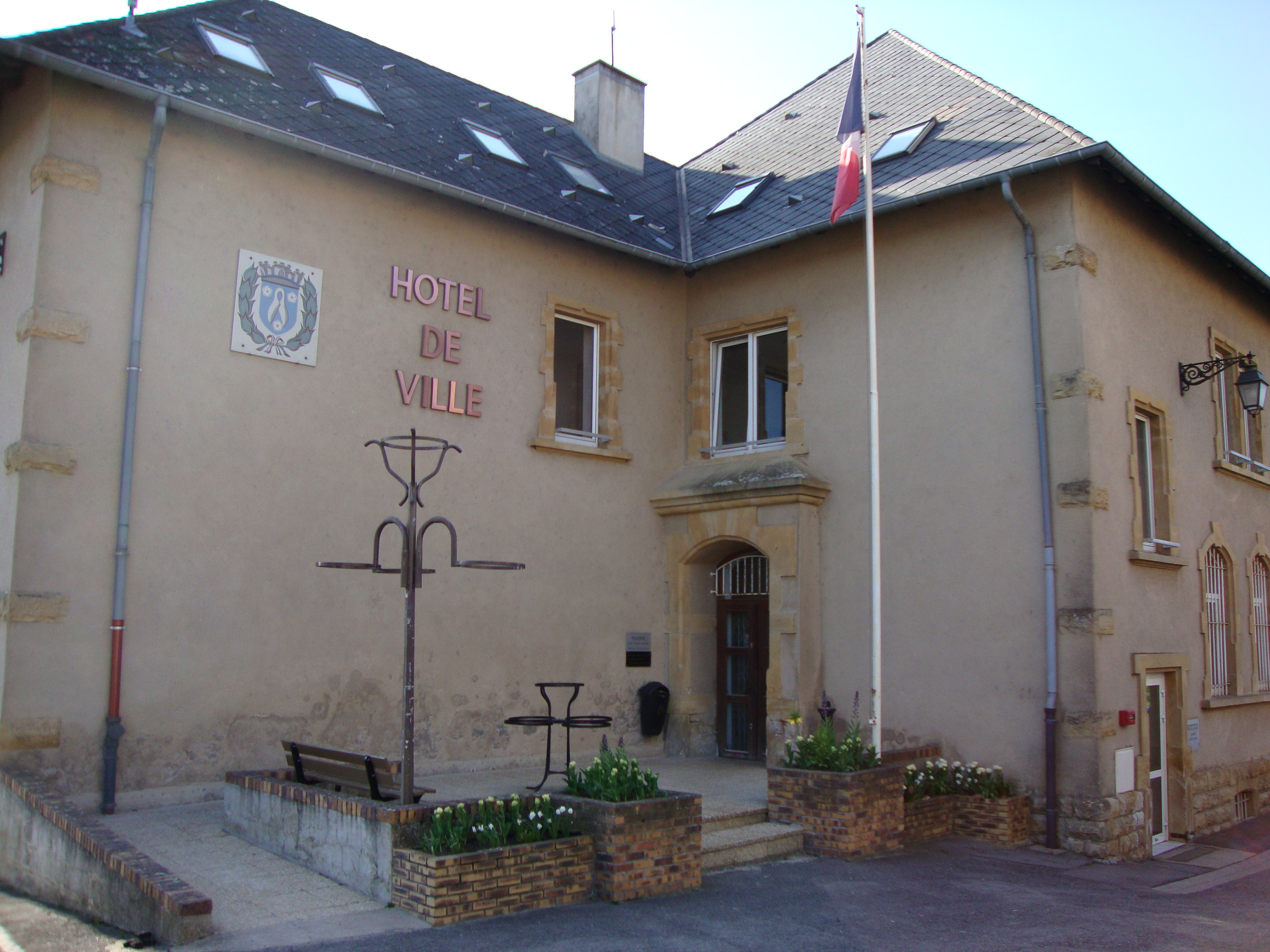
大埃唐日市政厅

大埃唐日的现任市长为罗兰·巴尔塞扎克先生（Roland Balcerzak），他是一名无党派人士，在2020年的市政选举中获得了100%的支持率（无其他候选人）。
在2017年的法国总统大选中，法国第25任总统埃马纽埃尔·马克龙在大埃唐日获得了69.96%的支持率。
| 大埃唐日历届市长 |                                  |                   |
| 任期             | 市长                             | 党派              |
| 1944年－1945年   | Albert Raspiller 阿尔贝·拉斯皮莱 | 不详              |
| 1945年－1951年   | Mathias Loes 马蒂亚·勒斯         | 無黨籍            |
| 1951年－1953年   | Joseph Bosse 约瑟夫·博斯         | 不详              |
| 1953年－1965年   | Charles Bach 夏尔·巴克           | 不详              |
| 1965年－1983年   | Louis Fichet 路易·菲谢           | 無黨籍            |
| 1983年－1986年   | René Medernach 雷内·梅德纳赫     | 無黨籍            |
| 1986年－1995年   | Grégoire Hesse 格雷瓜尔·埃斯     | DVD右翼无党派人士 |
| 1995年－2014年   | André Hentz 安德烈·亨茨          | PS社会党 →無黨籍  |
| 2014年－         | Roland Balcerzak 罗兰·巴尔塞扎克 | 無黨籍            |

## 人口
2018年，大埃唐日市镇人口数量为7,689，在法国排名第1,367位。其中男性3,822人，女性3,867人，75岁及以上人口占7.5%，外籍人口数量为1,425人，人口密度为473人/平方公里，当地居民被称为（男性）或（女性）。2019年，大埃唐日境内出生50人，死亡人口53人。
| 年份   | 1936  | 1946  | 1954  | 1962  | 1968  | 1975  | 1982  | 1990  | 1999  | 2006  | 2007  | 2012  | 2017  | 2018  |
| ------ | ----- | ----- | ----- | ----- | ----- | ----- | ----- | ----- | ----- | ----- | ----- | ----- | ----- | ----- |
| 人口數 | 3,222 | 3,314 | 4,146 | 4,502 | 5,037 | 5,621 | 5,786 | 5,734 | 6,356 | 7,331 | 7,422 | 7,566 | 7,653 | 7,689 |

## 经济

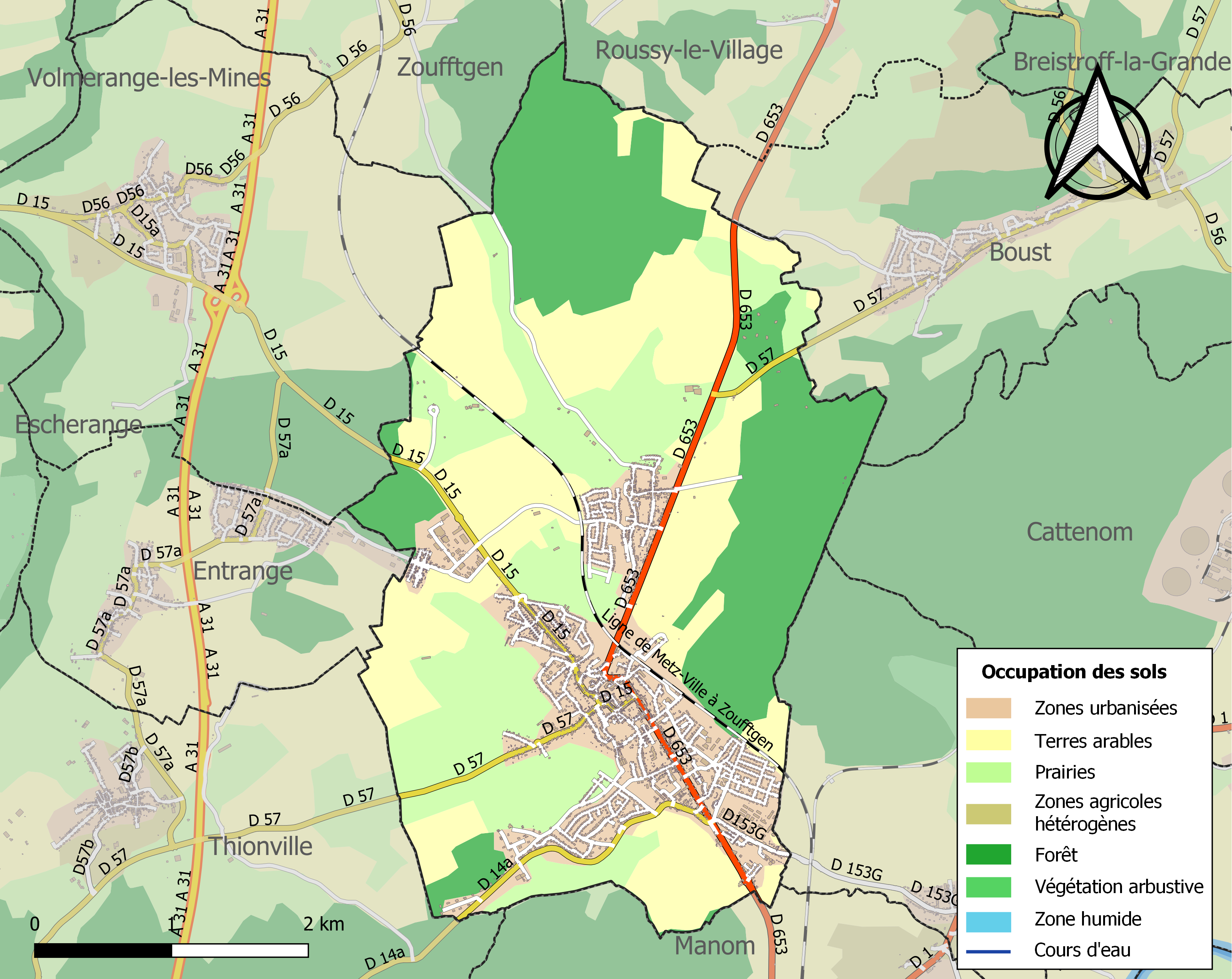
大埃唐日土地利用情况地图

截止2021年11月，大埃唐日境内共有各类用人单位（包含自雇）739家，平均历史为13年，其中99.73%为中小型企业（PME）。（矿石开采）、（前期工程）及（建筑保洁）是当地2020年营业额最高的三个企业，分别为2,755,843欧元、2,040,368欧元和1,267,704欧元。

## 财政与居民收入
2019年，大埃唐日的财政收入总额为6,519,710欧元，财政支出总额为5,848,240欧元，当年的债务总额为7,646,440欧元。2021年，大埃唐日共获得695,254欧元的国家财政补助，比上一年减少了3.97%。
2019年，大埃唐日的人均月收入总额为2,228欧元，其中高级职员为3,662欧元，低于法国平均水平（4,230欧元）；中级职员为2,297欧元，低于法国平均水平（2,411欧元）；普通职员为1,660欧元，亦低于法国平均水平（1,740欧元）。
2018年，大埃唐日境内的青壮年（15至64岁）失业率为7.8%，当地40.7%的家庭拥有纳税资格，平均纳税2,231欧元，低于法国平均水平（3,888欧元）。

## 社会事务

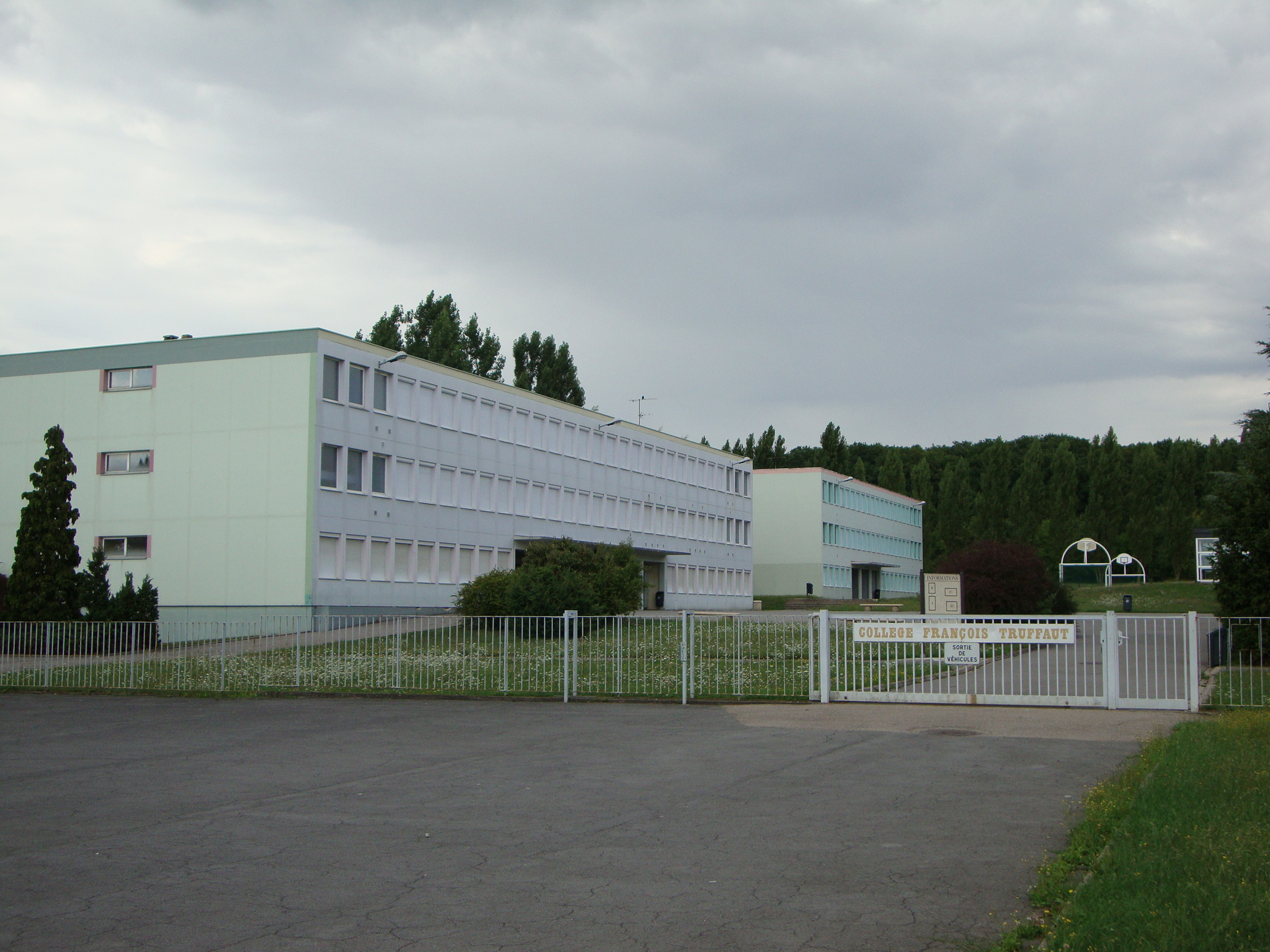
大埃唐日境内的一所初级中学

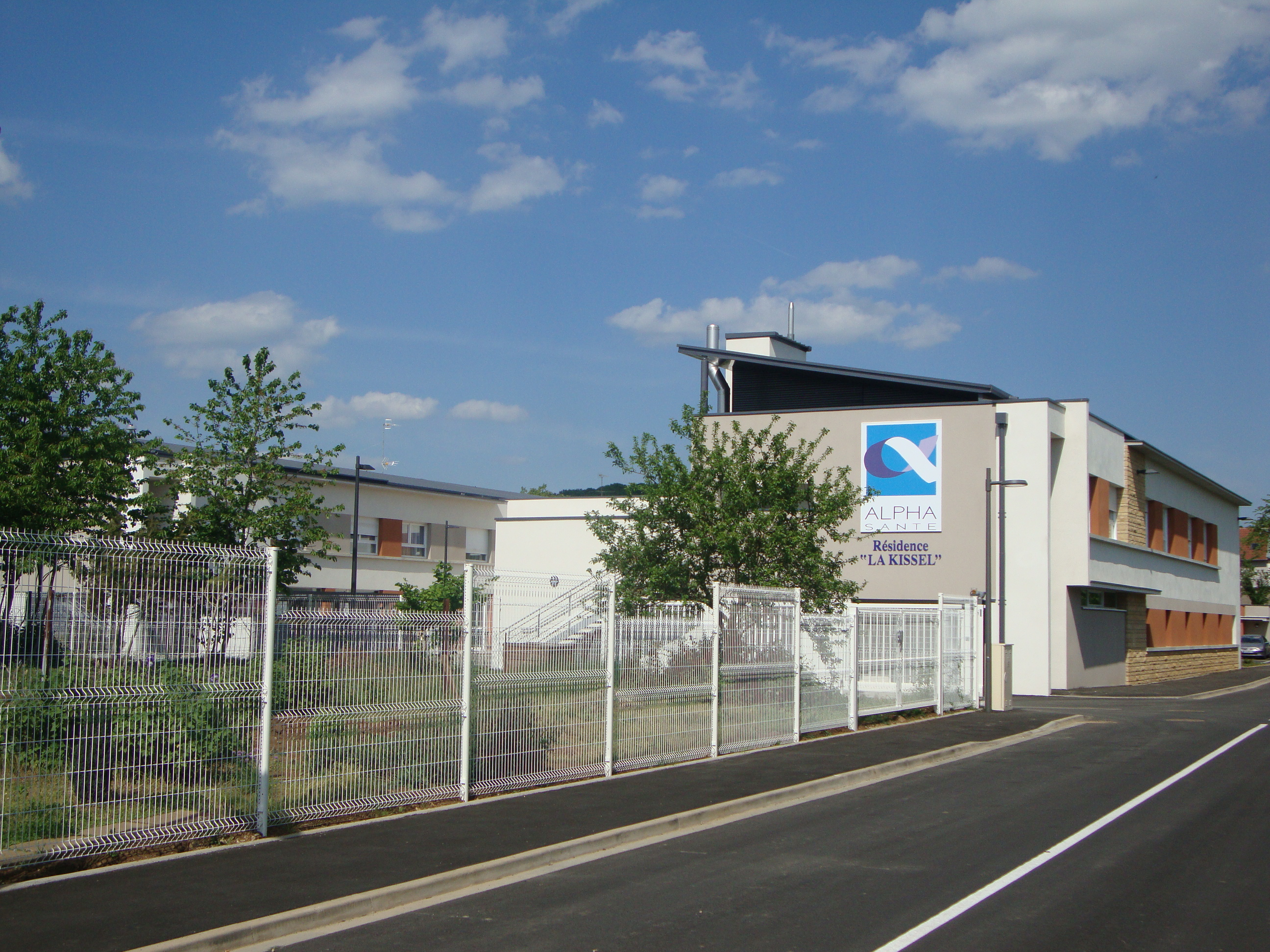
大埃唐日境内的一所养老院

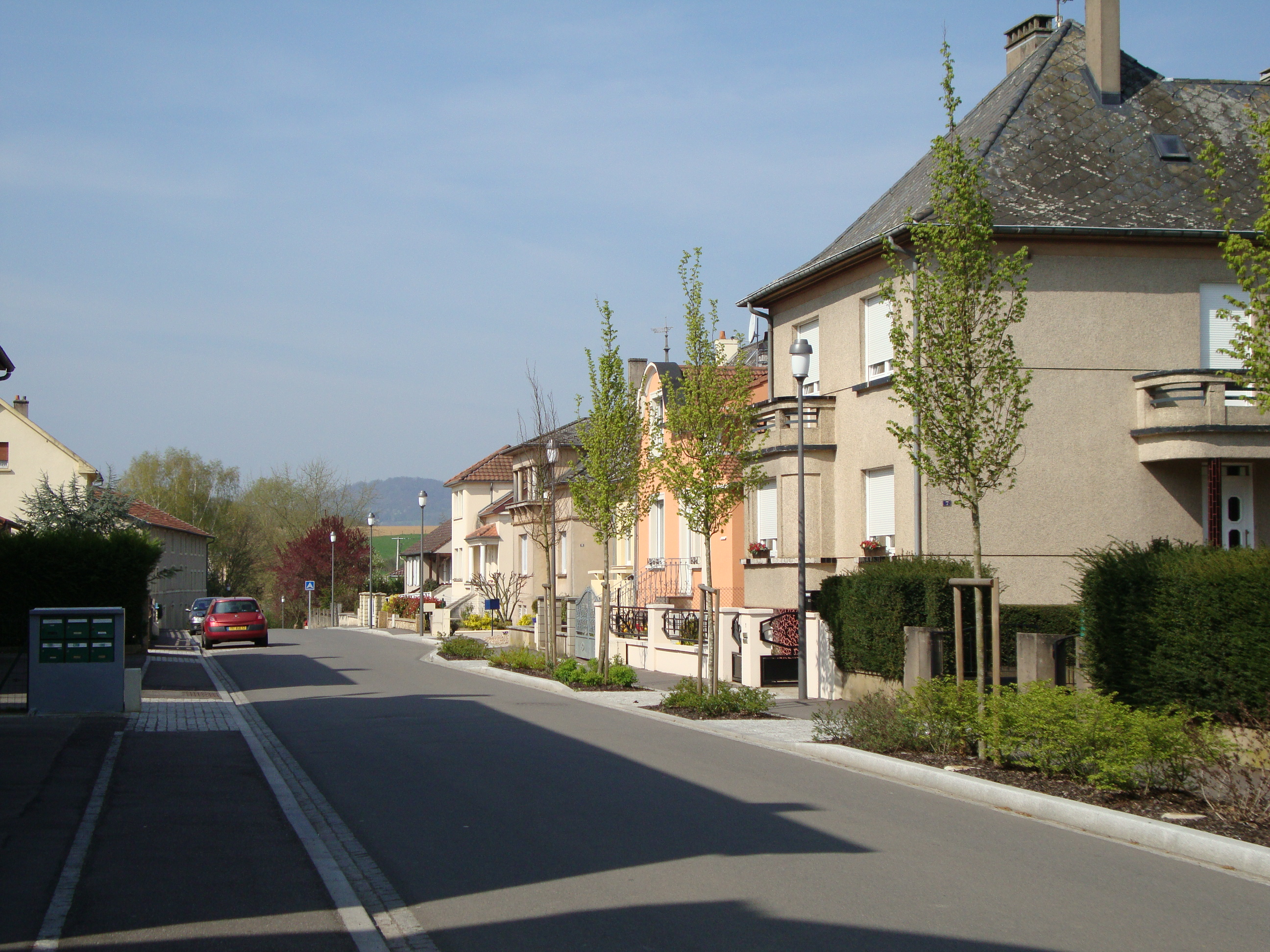
磨坊街

### 教育
大埃唐日属于南锡-梅斯学区。截止2020年1月1日，大埃唐日境内共有3所幼儿园、3所小学和1所初级中学。2018至2019学年度，大埃唐日境内共有在校中等教育阶段学生669名。

### 医疗
截止2020年1月1日，大埃唐日境内共有全科医生7名、保健师4名、牙医7名、护士8名和助产士2名。境内共有药房2家、养老院1家。
大埃唐日是“梅斯-蒂永维尔大区中心医院”的服务范围，后者是法国的一个大区级别公立医疗机构，其下属的“贝莱尔医院”（Hôpital de Bel-Air）位于蒂永维尔市区，距离大埃唐日市区的正常车程在15分钟以内，该院设有床位662个，是当地规模最大的公立综合性医院。

### 住房
2018年，大埃唐日境内共有各类住房3,716套，其中57.3%为独立式居民区，42.5%为集中式居民区。常住房屋占大埃唐日市镇范围内居民建筑总量的91.1%。
在住房保障政策方面，2020年，大埃唐日境内共有177户家庭获得了住房经济补助，受益人数占总人口数量的2.3%，其中166份为房租补助。

### 商业
2019年，大埃唐日境内共有各类实体商铺126家，其中餐厅20家、大型超市3家、面包房4家、肉铺1家、书店1家、装饰品店2家、银行门店5家、美容美发店10家、汽车维修店10家。市区北部建有开放式商业街区，设有利多超市、Match、Mr. Bricolage等大型商场。

### 体育
2020年，大埃唐日境内共有2间体育馆、1座综合体育场、7处网球场、1处马术场、3处足球或橄榄球场以及1处篮球或排球场。
截至2021年12月，大埃唐日足球俱乐部（F.C. Hettange-Grande）是当地唯一的注册足球队，2021至2022赛季参加大东部大区足球联赛。

### 环境
大埃唐日的环境事务由其所属的公共社区负责。2019年，大埃唐日境内暂无污染企业。

### 治安
2019年，大埃唐日市镇范围内有1处宪兵队。
大埃唐日所在地是蒂永维尔宪兵总队的管辖范围。2020年，该宪兵总队辖区内共91个市镇累计发生各类案件3,719起，其中盗窃类案件1,759起，经济类案件496起，毒品交易类案件323起。

## 文化

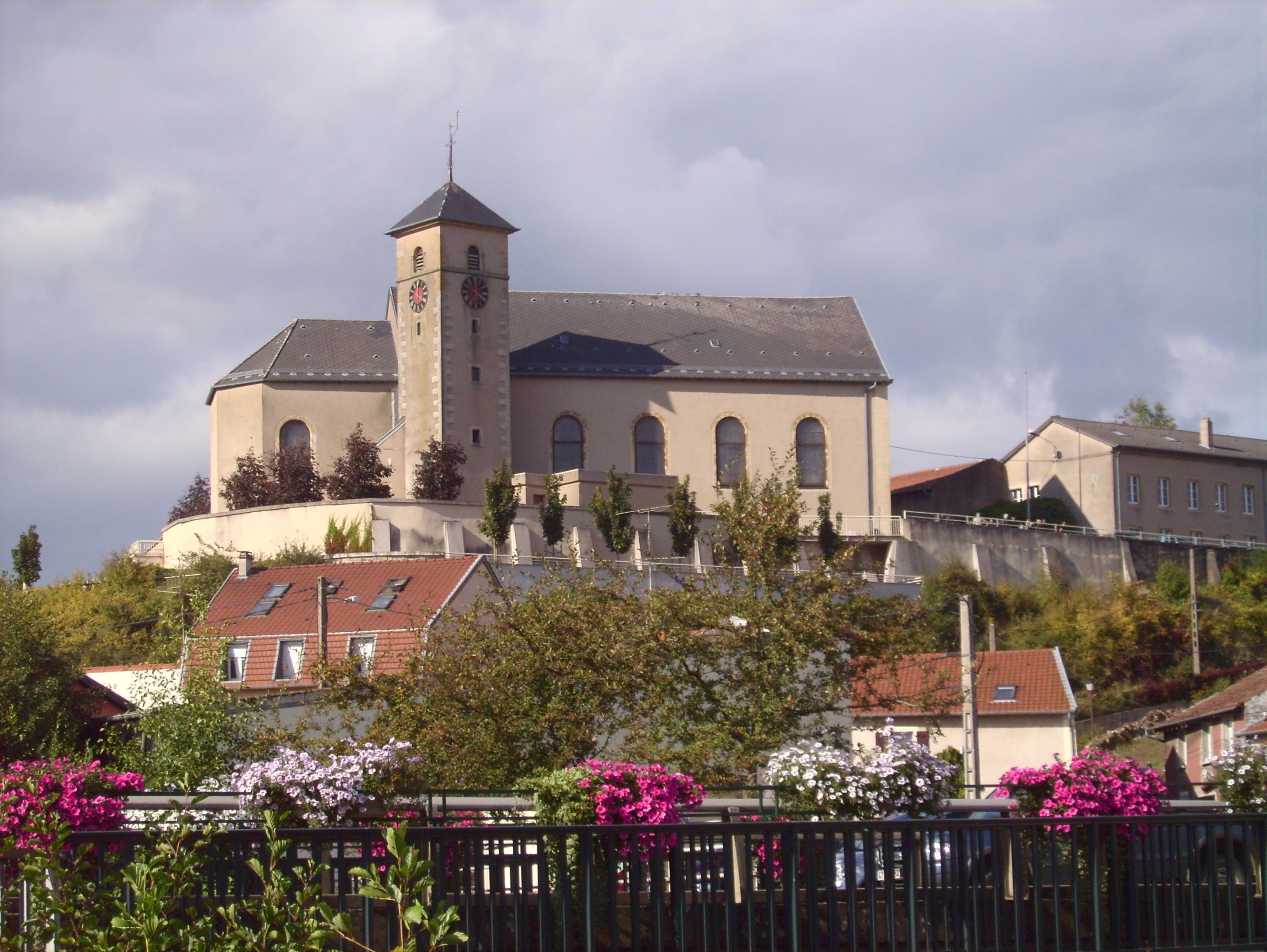
大埃唐日圣艾蒂安教堂

2020年，大埃唐日境内暂无任何文化设施。大埃唐日市政府提供多媒体中心，向公众全年开放。

### 建筑
大埃唐日境内有多处历史建筑，其中圣艾蒂安教堂是当地的地标性建筑物。

### 旅游
大埃唐日的旅游事务由其所属的公共社区负责。2021年，大埃唐日境内暂无任何游客接待设施。

### 媒体
法国主要的媒体均可在大埃唐日接收，法国电视三台下属的大东部大区频道在部分时段播出大埃唐日所属区域的地方新闻。当地主要的地方性媒体包括《洛林共和党报》、蓝色法兰西北洛林广播、摩泽尔电视台等。

## 友好城市
截至2021年11月，大埃唐日共与两座城市互为友好城市关系：
- 德国 辛齐希
- 義大利 佩代罗巴